# Yann Vernoux
Pour les articles homonymes, voir Vernoux (homonymie).
Yann Vernoux, né le 15 février 1976 à Marseille, est un joueur et entraîneur français de water-polo.

## Carrière

### Carrière de joueur
Yann Vernoux passe toute sa carrière en club au Cercle des nageurs de Marseille, qu'il rejoint dès l'âge de six ans,. Il prend sa retraite en 2012 avec huit titres de champion de France et neuf Coupes de France à son palmarès.
Il compte 244 sélections en équipe de France masculine de water-polo entre 1996 et 2007 ; il est le capitaine des Bleus de 2004 à 2007.

### Carrière d'entraîneur
Il est entraineur de l'équipe junior du Cercle des nageurs de Marseille.

## Famille
Il est le fils du footballeur Jean-Pierre Vernoux qui a joué au Football Club de Martigues. Sa fille Ema et ses neveux Thomas Vernoux et Romain Marion-Vernoux sont des joueurs de water-polo de haut niveau.